# Emelie Schepp
Emelie Schepp (5 de setembro de 1979, Motala) é uma escritora de romances policiais sueca. Ela vendeu 3 milhões de cópias dos seus livros em 30 países.

## Carreira
Seus romances policiais são centrados na cidade de Norrköping e se concentram na personagem principal Jana Berzelius, uma promotora pública. Em 2013, ela estreou com o romance policial Märkta för livet (Marcada Para a Vida), que vendeu 40.000 cópias em apenas seis meses, quando ela se auto publicava. Ela então assinou um contrato para três livros com a editora Wahlström & Widstrand no outono de 2014, relançando seu livro de estreia no mesmo ano.
Os livros dela foram traduzidos para dinamarquês, holandês, inglês, estoniano, finlandês, francês, alemão, húngaro, islandês, italiano, japonês, polonês, espanhol, turco e português.
Ela trabalhou por muitos anos como gerente de projetos na indústria de publicidade.

## Prêmios
Ela ganhou o prêmio Specsavers Reader’s Choice Award como melhor Escritora Policial em 2016, 2017 e 2018.